# Regoč
Regoč je jedna od osam pripovijedaka iz knjige Priče iz davnine koje je Ivana Brlić-Mažuranić oblikovala na temelju sadržaja i likova iz slavenske mitologije i hrvatske usmene predaje. U toj se priči isprepliću životi stvarnih likova poput seljaka i čobana te nestvarnih likova kao što su vila Kosjenka, div Regoč i mnoge životinje.

## Sadržaj
Radnja započinje na livadi s konjima na kojima jašu prekrasne vile. Najmlađa među njima, Kosjenka, dobila je najbržeg konja koji je odvoji od ostalih vila i odvede sve do grada Legena gdje upoznaje Regoča, ogromnog diva koji je cijeli svoj život proveo brojeći srušene zidine grada. Pošto tamo vječno pada snijeg odnosno nikada nema ljeta, Kosjenka i Regoč odlaze tražiti dva sela koja su se Kosjenki učinila prelijepim dok je jurila na svom hirovitom konju. Zbog Kosjenkine znatiželje nastave put ispod zemlje gdje nailaze na mnoge probleme koje zajednički uspješno rješavaju te tako dolaze do svog cilja. Izašavši na svjetlo dana Kosjenka upoznaje male pastire s kojima se vrlo brzo sprijatelji, a Regoč upoznaje Ljilju, najpametnijeg i najljepšeg dječaka u oba kotara, koji mu ispriča nesretnu priču o oba sela. Naime, stanovnici i jednog idrugog sela bili su u stalnoj svađi pa su se starješine Ljiljinog sela uputile prema rijeci Zlovodi u namjeri da otklone nasip i tako potope susjedno selo. No, brza i jaka rijeka Zlovoda potapa oba sela, a pastiri se spašavaju tako što ih Regoč prenosi na uzvisinu do koje još nije dolazila voda. Svi bi tako gledali kako Zlovoda ruši sve što se pred njom nađe, da se Kosjenka ne dosjeti i poviče Regoču da rupu kroz koju je prolazila voda začepi svojim tijelom. Nakon nekoliko pokušaja Regoč ipak zaustavlja vodu te tako izazove val veselja koji brzo splasne jer su oba sela bila pod vodom bez žive duše. Tužni pastiri priopćavaju Kosjenki, koja ih je u međuvremenu jako zavoljela, da nemaju kako živjeti jer nitko od odraslih nije preživio, ne znaju obrađivati zemlju, a da i znaju sve je ionako pod vodom. Tada Ljiljo naredi Regoču da probuši rupu u zemlji koja proguta svu vodu i ponovo se pokažu krovovi sela, a na njihovo najveće iznenađenje na jednom prozoru ugledaju lica djeda i bake. Otad pastiri žive u sreći i veselju sagradivši samo jedno selo, a usred sela je kula u kojoj je živjela prelijepa Kosjenka. A što je bilo s Regočom? On se uplašio kad je vidio naborana lica djeda i bake te je pomislio da su oni proživjeli strašne muke, pa se tako vratio nazad u svoj hladni Legen kojeg se ionako zaželio.

## Utjecaj i značenje
Regoč je jedna od popularnijih priča iz zbirke te je vrlo često inscenirana u kazalištima za djecu i mlade. Likovi Regoča i Kosjenke te pojam Legen grada su postali opća mjesta hrvatske književnosti za djecu, a priča o dva posvađana sela se često koristi kao metafora za razjedinjenost. Kao lik, Regoč nalazi mjesto u galeriji takozvanih "nježnih divova" koji su često motiv europskih legendi i mitova. Po njemu je nazvana najveća pozornica Ogulinskog festivala bajke koji se u čast Ivane Brlić-Mažuranić održava svake godine u njenom rodnom mjestu, Ogulinu.
U lipnju 2023. zvijezda WASP-63 i njezin planet WASP-63b su dobili imena Kosjenka i Regoč po ovoj bajci.

## Vanjske poveznice
- www.lektire.hr – Regoč
- www.lektire.me – Ivana Brlić-Mažuranić: Regoč
- www.childrenslibrary.org – Regoč  Arhivirana inačica izvorne stranice od 28. rujna 2015. (Wayback Machine) (pregledavanje knjige)
- dzs.ffzg.unizg.hr – Ivana Brlić-Mažuranić: Priče iz davnine